# أنديرس إيدي
أنديرس إيدي (بالنرويجية البوكمول: Anders Eide)‏ هو متزحلق نرويجي، ولد في 7 مارس 1971 في Snåsa Municipality ‏ في النرويج.

## وصلات خارجية
- أنديرس إيدي على موقع الاتحاد الدولي للتزلج (التزلج الريفي) (الإنجليزية)
- أنديرس إيدي على موقع أوليمبيديا (الإنجليزية)